# Деліл (Міссісіпі)
Деліл (англ. DeLisle) — переписна місцевість (CDP) в США, в окрузі Гаррісон штату Міссісіпі. Населення — 1275 осіб (2020).

## Географія
Деліл розташований за координатами 30°22′57″ пн. ш. 89°16′32″ зх. д. / 30.38250° пн. ш. 89.27556° зх. д. (30.382394, -89.275579).  За даними Бюро перепису населення США в 2010 році переписна місцевість мала площу 13,84 км², з яких 13,55 км² — суходіл та 0,30 км² — водойми.

## Демографія
Згідно з переписом 2010 року, у переписній місцевості мешкало 1147 осіб у 425 домогосподарствах у складі 330 родин. Густота населення становила 83 особи/км².  Було 474 помешкання (34/км²).
Расовий склад населення:
| - 54,0 % — білих - 40,8 % — чорних або афроамериканців - 1,0 % — азіатів - 0,1 % — корінних американців - 1,2 % — осіб інших рас |

До двох чи більше рас належало 2,9 %. Частка іспаномовних становила 2,4 % від усіх жителів.
За віковим діапазоном населення розподілялося таким чином: 24,3 % — особи молодші 18 років, 61,6 % — особи у віці 18—64 років, 14,1 % — особи у віці 65 років та старші. Медіана віку мешканця становила 42,5 року. На 100 осіб жіночої статі у переписній місцевості припадало 99,1 чоловіків;  на 100 жінок у віці від 18 років та старших — 100,0 чоловіків також старших 18 років.
Середній дохід на одне домашнє господарство  становив 58 317 доларів США (медіана — 49 583), а середній дохід на одну сім'ю — 60 494 долари (медіана — 62 083). За межею бідності перебувало 36,3 % осіб, у тому числі 45,0 % дітей у віці до 18 років та 12,4 % осіб у віці 65 років та старших.
Цивільне працевлаштоване населення становило 326 осіб. Основні галузі зайнятості: виробництво — 29,4 %, науковці, спеціалісти, менеджери — 27,3 %, роздрібна торгівля — 18,4 %, публічна адміністрація — 11,0 %.